# Dimetilacrilato de etilenglicol
El dimetilacrilato de etilenglicol (EGDMA en inglés) es un diéster formado por la reacción de condensación de dos moles de ácido metacrílico con uno de etilenglicol.
El dimetacrilato de etilenglicol (EGDMA) es un monómero metacrílico difuncional insoluble en agua que se emplea bastante como agente de entrecruzamiento de copolímeros, sobre todo en algunos hidrogeles que se usan como lentes de contacto y materiales absorbentes.

## Síntesis
El dimetacrilato de etilenglicol (EGDMA) se prepara mediante una reacción de condensación entre etilenglicol y ácido metacrílico, en una relación molar de al menos 1:2 (un mol de etilenglicol por cada 2 moles de ácido metacrílico). También se puede sintetizar por la transesterificación con etilenglicol del éster metílico del ácido metacrílico, el metacrilato de metilo, en la misma proporción molar.

## Usos
El EGDMA forma homopolímeros y copolímeros. Los copolímeros se pueden preparar con: ácido acrílico y sus sales (los acrilatos) amidas y ésteres, metacrilatos, acrilonitrilo, ésteres de ácido maleico, acetato de vinilo, cloruro de vinilo, cloruro de vinilideno, estireno, butadieno...
El EGDMA también es una materia prima muy útil para la síntesis química, porque experimenta fácilmente reacciones de adición con una amplia variedad de compuestos orgánicos e inorgánicos.
El EGDMA ya se ha comentado que se utiliza como un agente entrecruzante para polímeros acrílicos o copolímeros ABS.